# Jim Knobeloch
James Joseph „Jim” Knobeloch (ur. 18 marca 1950 w Belleville) – amerykański aktor, występował w roli Jake’a Slickera z serialu CBS Doktor Quinn (Dr. Quinn, Medicine Woman, 1993-99).

## Życiorys
Urodził się i dorastał na rodzinnej farmie w Belleville w stanie Illinois jako syn Ruth M. (z domu Fields) i farmera Lestera I. Knobelocha. Ukończył Southern Illinois University na wydziale teatralnym. Kontynuował studia magisterskie na Ohio State University.
W 1971 zagrał w musicalu Jesus Christ Superstar. Występował w Summer Theatre, a także pomógł założyć nowy Ohio Repertory Theatre. Następnie przeniósł się do Nowego Jorku. W latach 1978–79 wziął udział w projekcie Albee Directs Albee. Było to międzynarodowe tournée przedstawicieli poszczególnych uniwersytetów i centrów sztuki w USA, Korei Południowej i Japonii, podczas których wykonano osiem spektakli scenarzysty i reżysera Edwarda Albee. Został także założycielem w Mirror Repertory Company, gdzie w 1983 pojawił się w produkcjach: Paradise Lost jako Schnabel i Joan of Lorraine jako Tremoile.
Zadebiutował na dużym ekranie jako George Kopestonsky w westernie Michaela Cimina Wrota niebios (Heaven’s Gate, 1980) u boku Krisa Kristoffersona, Christophera Walkena i Johna Hurta. Znalazł się też w obsadzie filmu Petera Jacksona King Kong (2005).
W 1981 otrzymał rolę Alberta w Hrabia Monte Christo na scenie Meat and Potatoes Theatre/Alvina Krauss Theatre.
Poślubił instruktorkę ćwiczeń Eileen Sams, z którą się rozwiódł 4 czerwca 1983. Był żonaty z Beth Sullivan, reżyserką telewizyjną, scenarzystą i producentką. Mają bliźniaki: syna Jacka i córkę Tess (ur. 1996).

## Filmografia

### filmy fabularne
- 1980: Wrota niebios jako Kopestansky
- 1999: Doktor Quinn jako Jake Slicker
- 2005: King Kong jako zbir w Studio Guy
- 2009: Zapowiedź jako generał
- 2012: Iron Sky
- 2014: The 25th Reich
- 2014: Przeznaczenie

### seriale TV
- 1990: The Trials of Rosie O’Neill jako D.A. Duncan Watts
- 1993–1999: Doktor Quinn jako Jake Slicker
- 2000: V.I.P. jako Spalding
- 2001–2002: Ponderosa jako Jack Wolf